# Schleuse Storkow
Die Schleuse Storkow ist eine Schiffsschleuse im Storkower Kanal, einem Teilabschnitt der Dahme-Wasserstraße. Sie befindet sich im Stadtgebiet in Storkow (Mark). Für die Schleuse Storkow ist der Außenbezirk Kummersdorf des Wasserstraßen- und Schifffahrtsamtes Spree-Havel zuständig.

## Geschichte
Die Wasserstraßen in der Mark Brandenburg waren bereits im Mittelalter bedeutende Transportwege für Massengüter. Ab Mitte des 18. Jahrhunderts wurden die Fließe vom Scharmützelsee zum Storkower, Wolziger und Langen See vom Königreich Preußen in einem ersten Schritt flößbar gemacht. Von Prieros aus war damit über die Dahme eine Verbindung zu den Berliner Gewässern geschaffen. Mit dem Ausbau der Dahme-Wasserstraße im 19. Jahrhundert wurde der Neubau mehrerer Schleusen an Staustufen des Flusses notwendig. So auch im Bereich der Schleuse Storkow. Diese wurde zwischen 1863 und 1865 errichtet. In den ersten beiden Jahren wurden pro Jahr bereits zahlreiche Kähne und Flöße vor allem mit Massengütern wie Getreide, Holz, Torf und Ziegelsteinen geschleust. Die Wasserstraße wurde im großen Maße für Holztransporte in Richtung Berlin genutzt. Ursprünglich wurde die Wasserstraße für Kähne entsprechend dem Finowmaß ausgelegt.
Im Jahr 1997 entschied sich das Amt Storkow zum Neubau einer Brücke für den Fahrzeugverkehr und einer Fußgängerbrücke über die Wasserstraße. Eine historische Klappbrücke sollte als Vorbild dienen. Berechnungen des Wasserstraßen- und Schifffahrtsamtes Berlin hatten zu diesem Zeitpunkt ergeben, dass Schleuse, Wehr und Freigerinne nicht mehr standsicher waren. 2001 wurde rund 150 Meter vom bisherigen Standort entfernt mit einem Ersatzneubau von Schleuse und Wehr begonnen. Die beiden Brücken wurden 2001 fertiggestellt, Schleuse und Wehr im August 2003. Güterschifffahrt findet auf der Wasserstraße schon lange nicht mehr statt. Klappbrücke und Schleuse passieren jährlich etwa 10.000 Freizeitboote und einige Fahrgastschiffe.

## Bauwerk
Die Schleuse Storkow liegt am Gewässerkilometer 15,48 der Storkower Gewässer (SkG). Vom Wolziger See kommend ist die Schleuse Storkow die zweite Schleuse im Storkower Kanal. Die heutige nutzbare Länge der Schleusenkammer beträgt 36,00 Meter und die Kammerbreite 5,67 Meter. Die mittlere Fallhöhe wird mit 1,97 Meter angegeben. Beide Häupter sind mit Stemmtoren ausgestattet. Die Schleuse ist als Selbstbedienungsschleuse eingerichtet worden. Die Überwachung der Schleuse erfolgt von der Leitzentrale Storkow.